# Jan Flinterman
Johannes Leonardus Flinterman, detto Jan (L'Aia, 2 ottobre 1919 – Leida, 26 dicembre 1992), è stato un pilota di Formula 1 olandese.
Insieme a Dries van der Lof, è stato il primo pilota olandese nel Campionato mondiale di Formula 1. Ha partecipato al Gran Premio d'Olanda nel 1952 condividendo una Maserati con Chico Landi.

## Carriera
Jan Flinterman iniziò la sua carriera nell'automobilismo nel secondo dopoguerra. Nel 1940, durante l'invasione tedesca dei Paesi Bassi, era infatti un ufficiale dell'aeronautica militare dei Paesi Bassi. Fuggito in Inghilterra venne immediatamente arruolato dalla RAF, con cui partecipò a diverse missioni militari a Malta. Nell'estate del 1943, quando il principe dei Paesi Bassi convinse il governo britannico a dargli il permesso per poter formare una squadra olandese di piloti d'aereo, Flinterman si unì allo squadrone 322. Distintosi in varie azioni di stampo militare ricevette anche diverse onorificenze. Terminato il conflitto divenne istruttore di una scuola di combattimento aereo nel suo Paese e fissò diversi record nazionali di velocità.
Nel 1950 si dedicò per la prima volta all'automobilismo, guidando una Cooper di Formula 3. Nel 1952 fece il suo esordio in Formula 1 al Gran Premio d'Olanda, che concluse al nono posto condividendo la propria vettura con Chico Landi. Dopo questa sua unica apparizione tornò all'aviazione. Nel 1960 divenne membro del consiglio di amministrazione della Martin's Air Charter, che sarebbe poi diventata Martinair Holland nel 1968.
Morì nel 1992 a settantatré anni.

## Risultati in Formula 1
| 1952 | Scuderia               | Vettura  |  |  |  |  |  |  |   |  | Punti | Pos. |
| ---- | ---------------------- | -------- |  |  |  |  |  |  | - |  | ----- | ---- |
| 1952 | Escuderia Bandeirantes | Maserati |  |  |  |  |  |  | 9 |  | 0     |      |

| Legenda | 1º posto     | 2º posto | 3º posto    | A punti         | Senza punti/Non class.  | Grassetto – Pole position Corsivo – Giro più veloce |
| Legenda | Squalificato | Ritirato | Non partito | Non qualificato | Solo prove/Terzo pilota | Grassetto – Pole position Corsivo – Giro più veloce |